# Leandro Zazpe
Leandro Agustín Zazpe Rodríguez (Salinas, Canelones, Uruguay, 29 de abril de 1994) es un futbolista uruguayo. Juega de defensor. Actualmente milita en el Guabirá de la Primera División de Bolivia.

## Clubes
| Club                      | País      | Año       |
| ------------------------- | --------- | --------- |
| Fénix                     | Uruguay   | 2013-2016 |
| Juventud de Las Piedras   | Uruguay   | 2016-2017 |
| Defensa y Justicia.       | Argentina | 2017      |
| Cerro                     | Uruguay   | 2018      |
| Racing Club de Montevideo | Uruguay   | 2019      |
| Deportes Valdivia         | Chile     | 2020-2021 |
| Albion F. C.              | Uruguay   | 2021      |
| Oriente Petrolero         | Bolivia   | 2022      |
| Libertad Gran Mamoré      | Bolivia   | 2023      |
| Guabirá                   | Bolivia   | 2024-Act. |

## Palmarés
| Título           | Club   | País    | Año  |
| ---------------- | ------ | ------- | ---- |
| Segunda División | Albion | Uruguay | 2021 |